# Schwedische Badmintonmeisterschaft 2023
Die Schwedische Badmintonmeisterschaft 2023 fand vom 3. bis zum 5. Februar 2023 in Malmö statt.

## Medaillengewinner
| Disziplin    | Gold                              | Silber                               | Bronze                          |
| ------------ | --------------------------------- | ------------------------------------ | ------------------------------- |
| Herreneinzel | Felix Burestedt                   | Gabriel Ulldahl                      | Jacob Nilsson                   |
| Herreneinzel | Felix Burestedt                   | Gabriel Ulldahl                      | Johan Azelius                   |
| Dameneinzel  | Edith Urell                       | Elin Öhling                          | Julia Tuvesson                  |
| Dameneinzel  | Edith Urell                       | Elin Öhling                          | Mirjam Lindgärde                |
| Herrendoppel | Ludwig Axelsson Jakob Ekman       | Filip Karlborg Simon Sandholm        | Joel Hansson Melker Bexell      |
| Herrendoppel | Ludwig Axelsson Jakob Ekman       | Filip Karlborg Simon Sandholm        | Mio Molin Max Svensson          |
| Damendoppel  | Clara Nistad Jessica Silvennoinen | Johanna Magnusson Malena Norrman     | Ronak Olyaee Nathalie Wang      |
| Damendoppel  | Clara Nistad Jessica Silvennoinen | Johanna Magnusson Malena Norrman     | Fiona Hallberg Romina Olyaee    |
| Mixed        | Melker Bexell Tilda Sjöö          | Ludwig Axelsson Jessica Silvennoinen | Jakob Ekman Nathalie Wang       |
| Mixed        | Melker Bexell Tilda Sjöö          | Ludwig Axelsson Jessica Silvennoinen | Oscar Reuterhäll Fiona Hallberg |